# 君が通り過ぎたあとに -Don't Pass Me By-
「君が通り過ぎたあとに -Don't Pass Me By-」（きみがとおりすぎたあとに ドント・パス・ミー・バイ） は1987年3月11日に発売されたAlfee26枚目のシングル（後述）。

## 概要
シングル「サファイアの瞳」と同日に発売された。
品番は「サファイアの瞳」より小さく、これに倣えば、本作が25枚目、「サファイアの瞳」が26枚目という扱いであるが、発売順に収録の1994年『THE ALFEE SINGLE HISTORY VOL.III 1987-1990』、2004年『THE ALFEE 30th ANNIVERSARY HIT SINGLE COLLECTION 37』とも本作を「サファイアの瞳」より後に収録。公式ホームページでも「サファイアの瞳」を先に掲載しているが、正式に2作品のどちらかが何枚目かハッキリ触れられていない。
ジャケットにはA面、B面共にタイアップ先のアニメ『タッチ3　君が通り過ぎたあとに』の登場人物である浅倉南が描かれている。アニメの登場人物がアルフィーのシングルの表ジャケットに載ったのは本作が初。
「ROCKDOM -風に吹かれて-」同様にカップリング曲は全英詞。さらにそのカップリング曲では、「サファイアの瞳」と同じく新田一郎によるホーンアレンジが施されている。
オリコン・チャート初登場5位 (初週売上42,980枚)

## 収録曲
1. 君が通り過ぎたあとに -Don't Pass Me By-
  - 作詞・作曲：高見沢俊彦　編曲：ALFEE　ストリングス・アレンジ：青木望

東宝配給アニメ映画『タッチ3　君が通り過ぎたあとに』主題歌・オープニングテーマ
2. FOR THE BRAND-NEW DREAM
  - 作詞：高見沢俊彦　訳詞：Linda Hennrick　作曲：高見沢俊彦　編曲：ALFEE　ブラス・アレンジ：新田一郎

東宝配給アニメ映画『タッチ3　君が通り過ぎたあとに』エンディングテーマ

## 収録作品
- BEST SELECTION II THE ALFEE（#1,2）
- THE ALFEE SINGLE HISTORY VOL.III 1987-1990（#1,2）
- THE ALFEE 30th ANNIVERSARY HIT SINGLE COLLECTION 37（#1）